# Бобкет Голдвејт
Роберт Френсис „Бобкет” Голдвејт (енгл. Robert Francis "Bobcat" Goldthwait; рођен 26. маја 1962, Сиракјус, Њујорк), амерички је глумац, комичар, сценариста и редитељ, најпознатији по улози Зеда у серији филмова Полицијска академија (1985) и филму Божићни духови (1988).
Такође је интензивно радио као гласовни глумац, са гласовним улогама у цртаној серији Херкул, као и цртаном филму Херкул и многим другим.